# Mika Laitinen
Mika Antero Laitinen, född 3 mars 1973 i Kuopio i  Norra Savolax, är en finländsk tidigare backhoppare som representerade Puijon Hiihtoseura i Kuopio.

## Karriär
Mika Laitinen startade sin internationella karriär då han blev nummer 30 i en världscuptävling på hemmaplan i Lahtis 3 mars 1990, exakt 17 år gammal. Laitinen deltog i junior-VM 1990 i Štrbské Pleso och vann en silvermedalj i lagtävlingen. Under junior-VM året efter, i Reit im Winkl, vann han också en silvermedalj i lagtävlingen.
Laitinen deltog i olympiska spelen 1992 i Albertville i Frankrike. Där fick han en femteplats i normalbacken 9,2 efter segrande Ernst Vettori från Österrike och 3,4 poäng från en bronsmedalj. I stora backen blev Laitinen nummer 19, men i lagtävlingen vann han guldet tillsammans med Ari-Pekka Nikkola, Risto Laakkonen och Toni Nieminen.
Laitinens första pallplats i en deltävling i världscupen kom i Planica i Slovenien 11 december 1994. Första gången han vann en världscuptävling var 3 december 1995 i Lillehammer i Norge. Han tävlade 7 säsonger i världscupen och vann 5 deltävlingar. Hans bästa placering sammanlagt i världscupen kom säsongen 1995/1996 då han blev nummer 6 totalt. Bästa placering i tysk-österrikiska backhopparveckan hade Laitinen säsongen 1996/1997 då han blev nummer 7 totalt.
I sitt första Skid-VM, i Thunder Bay i Kanada, vann Laitinen en bronsmedalj redan i öppningstävlingen, i normalbacken. Takanobu Okabe och Hiroya Saitō från Japan vann guld och silver. I lagtävlingen fyra dagar efter vann Finland (Jani Soininen, Janne Ahonen, Mika Laitinen och Ari-Pekka Nikkola) guld före Tyskland och Japan. I sista tävlingen, i stora backen blev Laitinen nummer 13.
Under Skid-VM 1997, i Trondheim i Norge, vann Laitinen en ny guldmedalj i lagtävlingen. Finland vann med samma laget som i VM 1995, före Japan och Tyskland som sist. Japan vann dock silvermedaljen nu. I de individuella grenarna blev Laitinen nummer 23 (stora backen) och 24 (normalbacken).
I Skid-VM 1999 som ägde rum i Ramsau am Dachstein i Österrike blev Laitinen utan medaljer. I lagtävlingen var Finland nära en medalj, men slutade som nummer 4. Tyskland vann lagtävlingen före Japan. I de individuella tävlingarna blev Laitinen nummer 18 i normalbacken och 23 i stora backen.
Mika Laitinen tävlade internationellt sista gången i världscuptävlingen i Holmenkollen i Oslo 12 mars 2000. Han blev nummer 25.